# Pedra de Scone

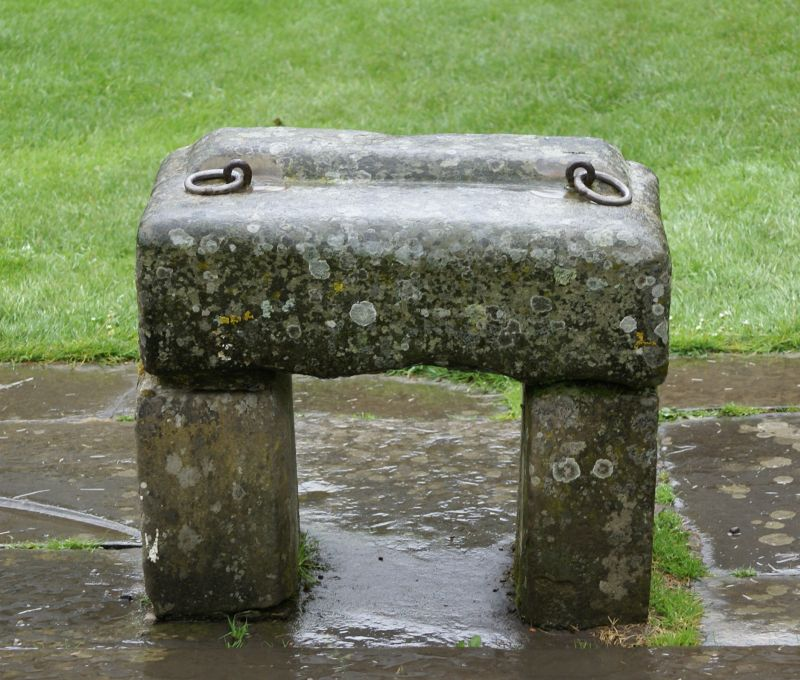
Rèplica de la Pedra de Scone, al palau de Scone

Pedra de Scone o Lia Fail (Pedra del destí o Marbre fatal) és una pedra ampla de color gris, sobre la qual els reis d'Escòcia eren coronats a l'abadia de Scone. Es diu d'aquesta pedra que deixava escoltar gemecs quan s'hi asseia algun pretendent. La tradició suposa que és la mateixa pedra sobre la qual Jacob reclinà el cap a les planures de Lux.
Fergus, el primer rei escocès, la portà l'any 513, d'Irlanda a Dunstafnage: el 840 la traslladà Kenneth II a Scone, i el 1296 Eduard I d'Anglaterra se l'emportà a Anglaterra, en un intent de despullar Escòcia dels seus símbols més bàsics d'identitat. El rei Eduard I saquejà l'abadia de Scone i s'apropià de la Pedra del Destí com a botí de guerra; la instal·là a l'abadia de Westminster per al seu ús en les cerimònies de coronació.
Per això feu construir una cadira especialment dissenyada (coneguda per això com la Cadira de Sant Eduard), sobre la qual des de llavors han estat coronats tots els reis britànics, excepte Maria II d'Anglaterra. Hi ha llegendes, però, que afirmen que Eduard I no assolí a emportar-se la pedra autèntica, ja que els monjos de l'abadia de Scone l'amagaren i li entregaren al rei anglès una còpia o falsificació.
El 1328, durant les converses de pau entre els regnes d'Escòcia i Anglaterra, sembla que el rei Eduard III d'Anglaterra es comprometé a retornar la Pedra a Escòcia. Malgrat això, aquesta condició no formà part del definitiu tractat de Northampton; per això la pedra es conservà a l'abadia de Westminster sense interrupció durant més de sis segles.
Amb la unificació de les corones d'Escòcia i Anglaterra sota la dinastia Estuard, els reis d'Escòcia tornaren a ser coronats sobre la Pedra del Destí, encara que aquesta no es desplacés de la seva ubicació en cap moment.

## Furt i retorn a Escòcia

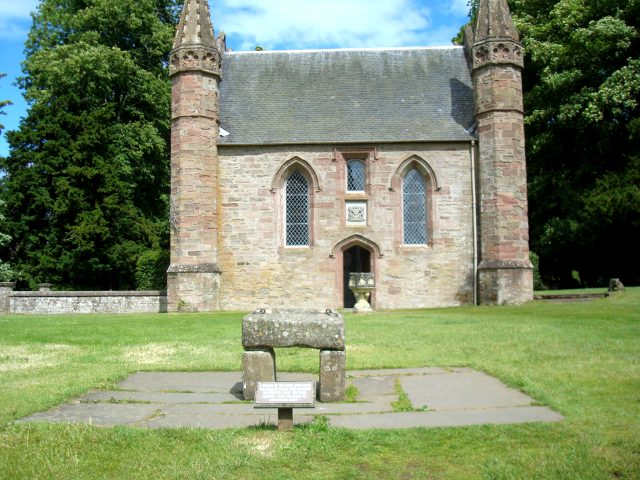
Palau de Scone amb la rèplica de la pedra

Durant el segle xx la Pedra del Destí realitzà dos viatges ben diferents a Escòcia: un de furtiu i temporal, i un altre oficial i definitiu.
El primer d'ells tingué lloc el 1950, quan, el dia de Nadal, quatre estudiants escocesos robaren la pedra de la seva ubicació a l'abadia de Westminster i emprengueren un viatge amb ella envers Escòcia. Durant el procés d'extracció de la Pedra del seu lloc en la Cadira de Sant Eduard, la pedra es partí en dos trossos. Després d'amagar la part més gran de les parts a Kent durant setmanes, els estudiants ocultaren la pedra a la part de darrere d'un automòbil i s'arriscaren a travessar la frontera, plena de controls policials.
El fragment més petit de la Pedra feu un camí similar: després de passar uns dies a Leeds, arribà a mans d'un veterà polític de Glasgow, el qual feu que fos reparada per un picapedrer professional, Robert Gray.
Com que el Govern Britànic n'havia organitzat una extensiva recerca, i l'opinió pública no es mostrava tan favorable al robatori com els seus autors esperaven, la Pedra fou abandonada a l'abadia d'Arbroath, l'11 d'abril de 1951.
És impossible saber si la intenció dels segrestadors era retornar la pedra o si esperaven que l'Església d'Escòcia la protegís dels anglesos. El cert és que, quan la policia va saber la seva localització, la reclamà i la retornà al seu lloc a l'abadia de Westminster, a temps per a la coronació de la reina Isabel II d'Anglaterra, el 1953. Novament, circularen llegendes que deien que la pedra retornada no era l'original sinó una còpia, repetint així els rumors respecte a la seva entrega originària en el segle xiii.
El 1996 el govern britànic va retornar la pedra a Escòcia; ara es conserva al castell d'Edimburg, amb les joies de la corona d'Escòcia, tot i que es preveu portar-la a l'abadia de Westmister quan calgui per fer-la servir en les coronacions.